# Gran Vernel
Gran Vernel – szczyt w północnych Włoszech w Dolomitach. Należy do masywu Marmolady. Wejście na szczyt prowadzi Via ferratą, mniej doświadczonym wspinaczom zaleca się zabranie ze sobą liny.